# Марков, Владимир Иванович (генерал)
Влади́мир Ива́нович Ма́рков (26 июля 1859, Фридрихсгам, Великое княжество Финляндское — август 1919, Петроград) — русский военачальник, генерал-лейтенант Русской императорской армии, министр, государственный секретарь по делам Великого княжества Финляндского.

## Биография
Образование получил во Фридрихсгаме в Финляндском кадетском корпусе.
8 августа 1879 года 20-летний Владимир вступил в службу.
Через два года — прапорщик (ст. 08.08.1881) л-гв. Литовского полка.
Ещё через два года, в 1884, подпоручик гвардии (30.08.1884).
Поручик (ст. 08.08.1885).
В 1887 году окончил Николаевскую академию Генерального штаба по 1-му разряду. Штабс-капитан гвардии с переименованием в капитаны Генерального штаба (ст. 07.04.1887).
С 26 ноября 1887 года по 23 марта 1892 года состоял при Московском военном округе. Старший адъютант штаба 1-й гренадерской дивизии.
Для получения должности в Генеральном штабе ему, как и всякому кандидату в генштабисты, по окончании Академии Генерального Штаба нужно было откомандовать ротой один год. Цензовое командование ротой отбывал во 2-м гренадерском Ростовском полку с 1 октября 1889 по 1 октября 1890 года.

### Главный штаб
С 23 марта 1892 — столоначальник Главного штаба (по 07.02.1895 г). 5 апреля 1892 года получил звание подполковника.
7 февраля 1895 года был повышен в должности — младший делопроизводитель канцелярии военно-учёного комитета Главного штаба.
C 16 февраля 1896 года — при Главном штабе в числе положенных по штату офицеров генерального штаба. Полковник (пр. 1896; ст. 24.03.1896; за отличие).
С 16 декабря 1897 года — старший делопроизводитель канцелярии военно-ученого комитета Главного штаба.
С 31 марта 1898 года — делопроизводитель канцелярии Комитета по мобилизации войск Главного штаба.

#### Редакция Главного штаба (1899—1903)
С 16 августа 1899 года — помощник главного редактора ежемесячного военного журнала «Военный сборник» и газеты «Русский инвалид». Двумя неделями ранее, 3 августа, у журнала «Военный сборник» сменился главный редактор. Вместо генерал-лейтенанта Н. А. Лачинова, был назначен новый главный редактор Генерального штаба полковник А. А. Поливанов. Военным министром генералом А. Н. Куропаткиным был дан при этом целый ряд указаний, имевших целью сделать издание «Военного сборника» более поучительным и интересным по содержанию, дабы вернее достигнуть преследуемые военно-образовательные задачи по отношению к офицерскому составу русской армии:
«Принимая меры к оживлению нашей военной периодической печати, мы должны помогать сему не только деньгами, но, главное, предоставлением большого права обсуждения разных военных вопросов, чем это допускается ныне. Печать — страшная сила и для нас может быть силою весьма полезною. Нельзя черпать все сведения о том, как живёт миллионная наша армия, только из бумаг за нумерами. Нельзя вводить разные перемены только путём комиссионным… Глубоко уверен, что обсуждение в периодической печати всех вопросов, за исключением секретных, принесёт только пользу. Нельзя допускать личностей».
Годы редактирования «Военного сборника» А. А. Поливановым являются временем значительного оживления «Военного сборника». С 1 января 1900 года в каждой книжке журнала стали помещаться художественно исполненные портреты выдающихся русских военных деятелей минувших времён, а также художественные приложения, картины военных событий.

#### Мобилизационный отдел Главного Штаба (1903—1909)
Приказом от 6 апреля 1903 года за отличие произведён в генерал-майоры и с 1 мая назначен начальникои мобилизационного отдела Главного штаба (по 3.01.1909 года).
С начала в январе 1904 года Русско-японской войны для усиления действующей армии и пополнения убыли Главный штаб начинает мобилизации запасных. В период войны с Японией проводились так называемые «частные мобилизации» — призыв запасных всех призывных возрастов выборочно по местностям, то есть из какого-либо уезда или волости. В результате частных мобилизаций в действующую армию попало множество запасников старших сроков службы в возрасте от 35 до 39 лет, уже давно утративших боевые навыки и незнакомых с новым оружием, в то же время в уездах, не охваченных частными мобилизациями, оставались по домам молодые и здоровые парни, совсем недавно закончившие действительную службу. Кроме того закон о воинской повинности не делал различия между категориями запасных по семейному положению, что вызывало недовольство и возмущение многосемейных запасников старших сроков службы, вынужденных бросать семьи без средств к существованию.
Ситуация с мобилизацией с самого начала беспокоила императора Николая II. По его личному распоряжению для наблюдения за ходом частных мобилизаций были командированы флигель-адъютанты императорской свиты. В дополнение к инструкции им предписывалось «упорядочить и облегчить для народа тяжести призыва запасных и удалить по возможности условия, могущие давать повод к беспорядкам». Распоряжения лиц свиты нередко противоречили друг другу и не всегда согласовывались с существующими законами.
В письме от 25 ноября 1904 года генерал-майор В. И. Марков, как начальник мобилизационного отдела управления 2-го генерал-квартирмейстера Главного штаба, просил начальника Военно-походной канцелярии Е. И. В. предписать командированным лицам свиты, в случае выявления значительного числа запасных старших сроков службы и многосемейных, ограничиться освобождением от службы лишь минимального числа, относительно же остальных сообщить соответствующим органам МВД для оказания помощи семьям.
С 14 апреля 1908 по 3 января 1909 года — постоянный член Главного крепостного комитета Военного министерства. Комитет занимался обсуждением проектов устройства, вооружения и снабжения крепостей, а также осадной артиллерии и подчинялся непосредственно военному министру, которым на тот момент являлся Александр Редигер.
Командовал бригадой во 2-й гвардейской пехотной дивизии.
С 2 (15) января по 10 июня 1909 года — начальник штаба 17-го армейского корпуса.
С 10 (23) июня по 2 ноября 1909 года — военный губернатор Забайкальской области и наказной атаман Забайкальского Казачьего Войска в Чите.
Генерал-майор Владимир Ив. Марков (с 2.11.1909), губернатор Забайкальской области.

### Императорский Финляндский Сенат
В конце 1909 года Марков начал заниматься делами родной Финляндии — 13 ноября он был назначен сенатором и вице-председателем хозяйственного департамента Императорского Финляндского Сената.
C 14.11.1909 Сенатор и одновременно назначен заместителем председателя Экономического отдела Императорского Финляндского Сенатаа (по 10.04.1913 года).
Генерал-лейтенант приказом от 18.04.1910 года за отличие.
С 10 апреля 1913 года — министр Статс-секретарь по делам Финляндии (фин. Ministerivaltiosihteeri).
Во время Февральской революции арестован в Петрограде. Позже был освобожден. После Октябрьской революции вновь арестован большевиками. Умер в тюрьме.